# TOKYO TORCH
TOKYO TORCH（トウキョウトーチ）は、日本の東京都千代田区にある東京駅の日本橋口前に位置する大手町二丁目常盤橋街区および中央区八重洲一丁目にて再開発中の地区（街区）の正式名称である。日本ビルヂング、朝日生命大手町ビル、JXビル、大和呉服橋ビルの建っていた土地が開発される。
2021年に高さ212 mの「常盤橋タワー」が開業。地区の中核をなす超高層建築物として2027年度の竣工が予定されている「Torch Tower（トーチタワー）」は地上高385 mで、竣工すると麻布台ヒルズ森JPタワー（地上高325 m）を超えて日本一高いビルとなる。
関係権利者筆頭は三菱地所。建物設計は三菱地所設計ほかが担当。施工者は三菱地所ほか。
敷地面積は約31,400 m2 、総延床面積は約740,000 m2 。屋外空間の総面積は約20,000 m2 。

## 歴史

### 開発史
常盤橋街区で推し進められてきた再開発事業「東京駅前常盤橋プロジェクト（大手町二丁目常盤橋地区第一種市街地再開発事業）」の関係権利者筆頭である三菱地所は、再開発地区の正式名称を「TOKYO TORCH」に決定した旨を2020年（令和2年）9月17日開催のプレス発表会で発表した。
同プロジェクトが建設しようとしている主な建築物は、それぞれ「A棟」「B棟」「C棟」「D棟」と仮称されていた4棟で、このうちA棟とB棟が超高層建築物である。前述の開発地区名称の発表と同時に「A棟」および「B棟」の正式名称も併せて発表され、A棟（地上高約212 m）は「常盤橋タワー」、最も高層のB棟（地上高約390 m）は「Torch Tower（トーチタワー）」である。また、D棟の正式名称は2022年の竣工時に「銭瓶町ビルディング」と発表された。

### 年表
- 2015年（平成27年） - 都市再生特別地区の提案[12]。
- 2016年（平成28年）
  - 3月以前 - 都市再生特別地区に決定[12]。
  - 3月以前 - 都市再開発事業の手続きが完了[12]（第一種市街地再開発事業認可、権利変換計画認可済）[8]。
  - 3月末[13] - 「東京都下水道局銭瓶町ポンプ所」（1964年〈昭和39年〉、日本ビルヂングに合築）[7]の機能を継続的に提供する必要があるため、日本ビルヂングの一部を閉鎖[1]したうえで、ポンプ所を含まない一部区画の地上部の解体工事を4月[7]に開始。なお、その跡地にはポンプ所単独の建物として下水道局棟「銭瓶町ビルディング」（D棟）を新設し[1]、機能を移管する計画である。
- 2017年（平成29年）
  - 3月中旬 - 東京駅前常盤橋プロジェクトA棟（常盤橋タワー）の建設予定地に建つ大和呉服橋ビルより、株式会社パソナ本社オフィスが日本ビルヂングへ移転[14]。
  - 4月1日 - 権利変換[8]。
  - 4月中 - 日本ビルヂングが、ポンプ所やオフィスビルの機能を維持できるよう改修したうえで、再度開館する。
  - 4月末 - 下水道局棟「銭瓶町ビルディング」（D棟）の建設工事が着工[15]。
  - 6月 - 大和呉服橋ビルの地上部の解体工事が着工[1]。時期未確認ながら同じ頃、JXビルの地上部の解体工事も着工される[1]。
- 2018年（平成30年）
  - 1月 - JXビルの解体が完了。
  - 1月 - A棟（常盤橋タワー）の建設工事が着工[15]。
  - 1月[8] - 変電所棟（C棟｜地下4階）の改修工事が着工[1]。
- 2020年（令和2年）9月17日 - 再開発地区の名称が「TOKYO TORCH」、A棟・B棟の正式名称がそれぞれ「常盤橋タワー」「Torch Tower」に決まったと発表[2]。
- 2021年（令和3年）6月30日 - 常盤橋タワーが竣工[1][16]。
- 2022年（令和4年）
  - 3月末 - 下水道局棟（D棟）「銭瓶町ビルディング」が竣工[1]。
  - 10月1日 - 日本ビルヂング及び朝日生命大手町ビルの地上部の解体工事が着工[17][18]。
- 2023年（令和5年）度
  - 9月27日 - Torch Towerの建設工事が着工[19]。
  - 時期不明 - 朝日生命大手町ビルと日本ビルヂングの解体工事が完了予定[1]。
- 2023年（令和5年）度以降 - TOKIWAブリッジ（旧JFE商事ビル、日本ビルヂング別館）の地上部が解体され、隣接する常盤橋公園の拡張地域になる予定[1]。
- 2025年（令和7年）度 - 常盤橋公園の再整備が着工予定[12]。
- 2027年（令和9年）度 - Torch Tower が竣工予定[1]。常盤橋公園の再整備が完了予定[12]。全ての工事が完了し、TOKYO TORCH が落成予定[1]。